# أسرة هولشتاين-غوتورب (السويد)

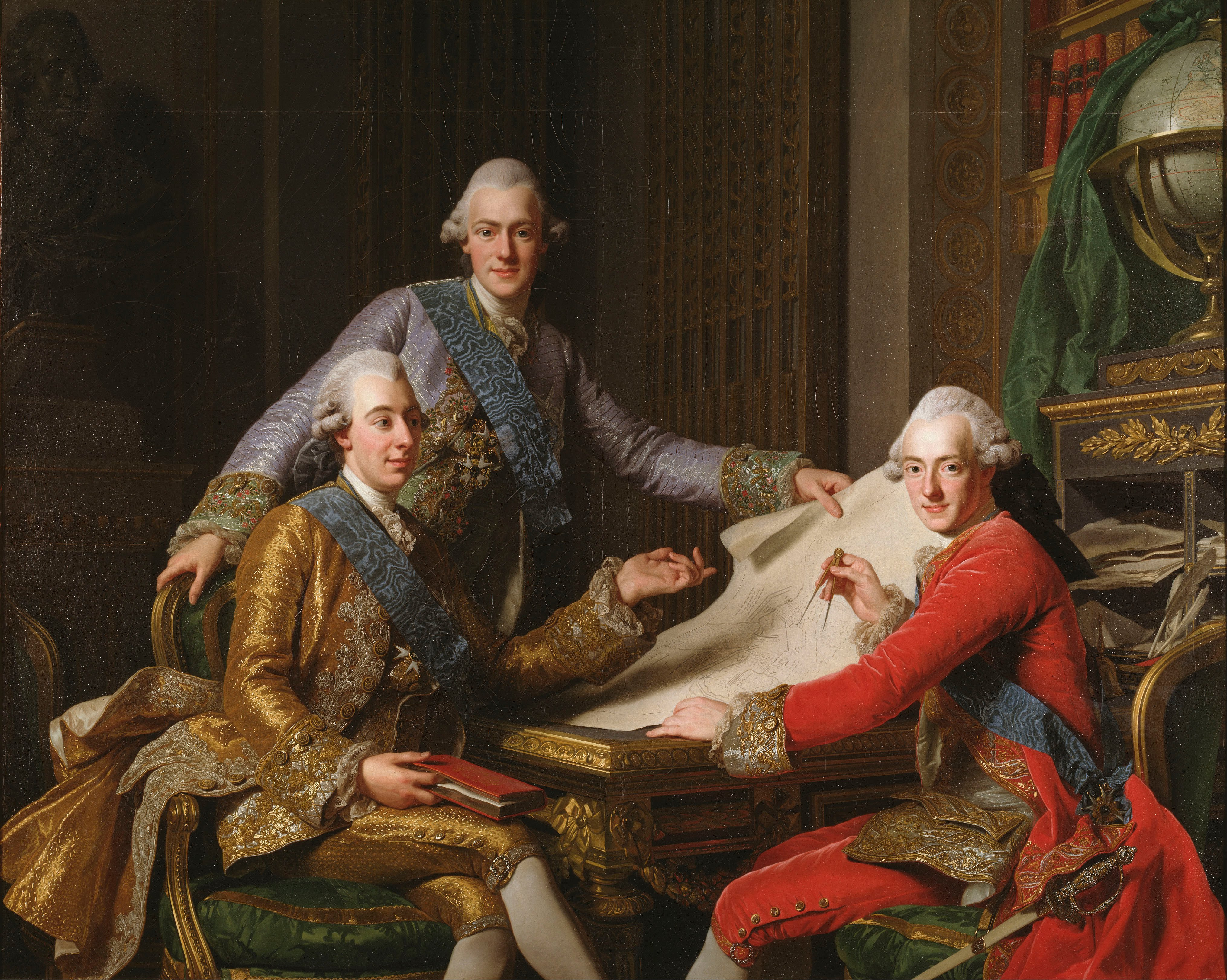
ألكسندر روزلين - الملك غوستاف الثالث ملك السويد وإخوته - 1771

أسرة هولشتاين-غوتورب وهي فرع من سلالة أولدنبورغ بحيث حكمت السويد بين عامي 1751 و1818، والنرويج منذ عام 1814 إلى عام 1818.
في عام 1743 تم انتخاب أدولف فريدريك من هولشتاين-غوتورب كوليًا لعهد السويد كامتياز سويدي لروسيا، وهي استراتيجية لتحقيق سلام مقبول بعد الحرب الكارثية في نفس العام، وأصبح ملك السويد عام 1751.
كان الملك غوستاف الثالث الابن البكر لأدولف فريدريك، متحمسًا لأن سلالته تنحدر من عائلة فاسا الملكية من خلال جدته الكبرى، وأعرب عن رغبته في أن تسمى أسرته باسم فاسا، باعتباره عائلة فاسا الملكية الجديد واستمرارًا لأسرة الأصلية، ولم تكن هناك طريقة فعالة لفرض هذا التغيير، ولم يتفق المؤرخون مع رغبات غوستاف، ويشار إلى الأسرة دائمًا باسم هولشتاين-غوتورب.
في عام 1809 تم خلع الملك غوستاف الرابع أدولف ابنه بعد خسارة فنلندا ، واختفت السلالة من التاريخ السويدي بوفاة عمه الملك كارل الثالث عشر في عام 1818، وفي عام 1810تم انتخاب المارشال الفرنسي جان بابتيست برنادوت (لاحقًا كارل الرابع عشر يوهان) كوليًا للعهد، وأصبح مؤسس السلالة السويدية التالية والحالية عائلة برنادوت، عوضاً عن غوستاف ابن غوستاف الرابع.
وفي عام 1836 تم إنشى غوستاف ابن المخلوع غوستاف الرابع أدولف لقب أمير فاسا في النمسا، ومع ذلك توقف استخدام هذا اللقب عندما توفيت ابنته الوحيدة الباقية على قيد الحياة كارولا دون أطفال.
أدى زواج الملك المستقبلي غوستاف الخامس من فيكتوريا أميرة بادن في عام 1881 إلى توحيد عائلة برنادوت الحاكمة مع أحد أحفاد عائلة هولشتاين-غوتورب، حيث كانت فيكتوريا حفيدة غوستاف الرابع أدولف المخلوع.